# Lewisville (Waszyngton)
Lewisville – jednostka osadnicza w Stanach Zjednoczonych, w stanie Waszyngton, w hrabstwie Clark.